# 禁衛営
禁衛営（グムィヨン）は、李氏朝鮮で首都漢陽の防衛を行った軍営。
1682年（粛宗8年）創設。このことにより、内禁衛は権限を弱体化させられていく。

## 階級
- 都提調(正一品)
- 提調(正二品)
- 大将(従二品)
- 中軍(従二品)
- 別将(正三品堂上)
- 千総(正三品堂上)
- 局別将(正三品堂上)
- 把総(従四品)
- 従事官(従六品)
- 哨官(従九品)